# Sindacato Italiano Lavoratori Finanzieri
Il Sindacato Italiano Lavoratori Finanzieri (SILF) è un'organizzazione sindacale che rappresenta i membri della Guardia di Finanza in Italia.
Fondato con l'obiettivo di tutelare i diritti dei finanzieri e promuovere il miglioramento delle loro condizioni lavorative, il SILF si impegna a garantire il rispetto delle normative che regolano il rapporto di lavoro dei militari appartenenti a questo corpo.
Il sindacato si occupa di tematiche come la sicurezza sul lavoro, il trattamento economico, la salute psicofisica dei lavoratori, oltre a questioni riguardanti la formazione e l'aggiornamento professionale. Inoltre, il SILF si adopera per promuovere una maggiore trasparenza e meritocrazia all'interno del Corpo della Guardia di Finanza, nonché per migliorare il dialogo con le istituzioni.
Come molte organizzazioni sindacali, il SILF lavora per garantire ai propri iscritti supporto legale e consulenze in ambito lavorativo, fornendo assistenza in caso di contenziosi con l'amministrazione.